# Natalie Molhart
Natalie Molhart född 1990, är en svensk dansare från Malmö.
Natalie Molhart gick på Svenska Balettskolan i Malmö 2000-2006 och fortsatte till Lunds dans- och musikalgymnasium, där hon gick ut i juni 2009. 7 oktober 2009 flyttade hon till Paris för att ta plats i ensemblen på kabaréscenen på klassiska showrestaurangen Moulin Rouge. 1 november 2009 gjorde hon debut i deras show Féerie som en av dansarna i Les Doriss Girls. 